# Frankenstein (film 1910)
Frankenstein è un cortometraggio muto del 1910 prodotto dalla Edison Studios, scritto e diretto da J. Searle Dawley. Fu il primo adattamento cinematografico dell'omonimo romanzo di Mary Shelley. Il cast, composto da  Augustus Phillips, Charles Ogle e Mary Fuller, non è accreditato.
Fu girato in tre giorni, negli studi della Edison nel Bronx a New York. Anche se alcune fonti vedono Thomas Edison come il regista di questo film, in realtà non diresse mai uno dei film prodotti dalla sua compagnia.
Nel 2018 il film è stato restaurato dalla Biblioteca del Congresso degli Stati Uniti.

## Trama

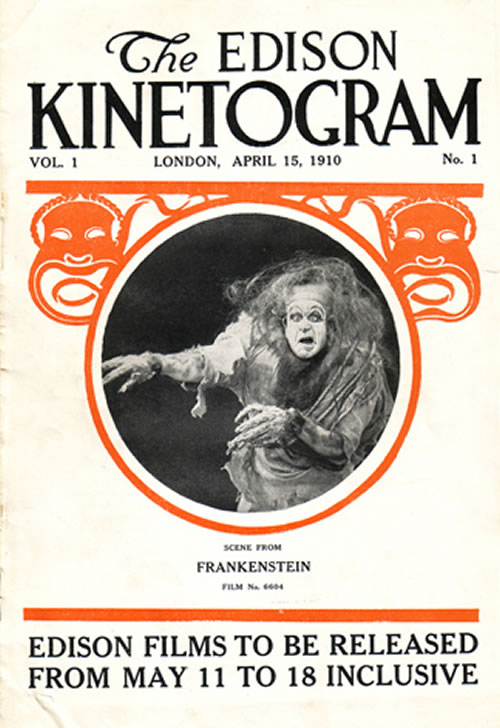
Locandina originale

Il dottor Frankenstein è una sorta di alchimista che crea il mostro in una densa nube di fumo e dopo sviene per la sua creazione. Il mostro ritorna alla vigilia delle nozze del dottore per tormentarlo, ma svanisce nello specchio della camera di Frankenstein per merito della forza dell'amore tra quest'ultimo e la sua fidanzata. Frankenstein viene inseguito dalla creatura che sembra non voglia ucciderlo ma solamente divertirsi spaventando il povero alchimista.

## Distribuzione
Distribuito dalla Edison Manufacturing Company, il film uscì nelle sale il 18 marzo 1910.

### Conservazione
Per molti anni il film si credette perso. Si possedeva soltanto una singola immagine di Ogle in costume e una descrizione della trama prese da un catalogo di film della Edison. Negli anni cinquanta una copia del film fu acquistata da un collezionista del Wisconsin, Alois Dettlaff (1921-2005), che non comprese la rarità del film sino a molti anni dopo. La sua esistenza fu rivelata solo verso la metà degli anni settanta. Nonostante la pellicola fosse leggermente deteriorata era in condizioni di essere proiettata.

## Opere derivate
Nel 2003 questo particolare adattamento del romanzo ispirò la realizzazione di un romanzo illustrato di 40 pagine scritto da Chris Yambar e illustrato da Robb Bihun.

Per mantenere l'atmosfera del film i disegni furono realizzati in bianco e nero senza dialoghi e raccontato attraverso una narrazione.

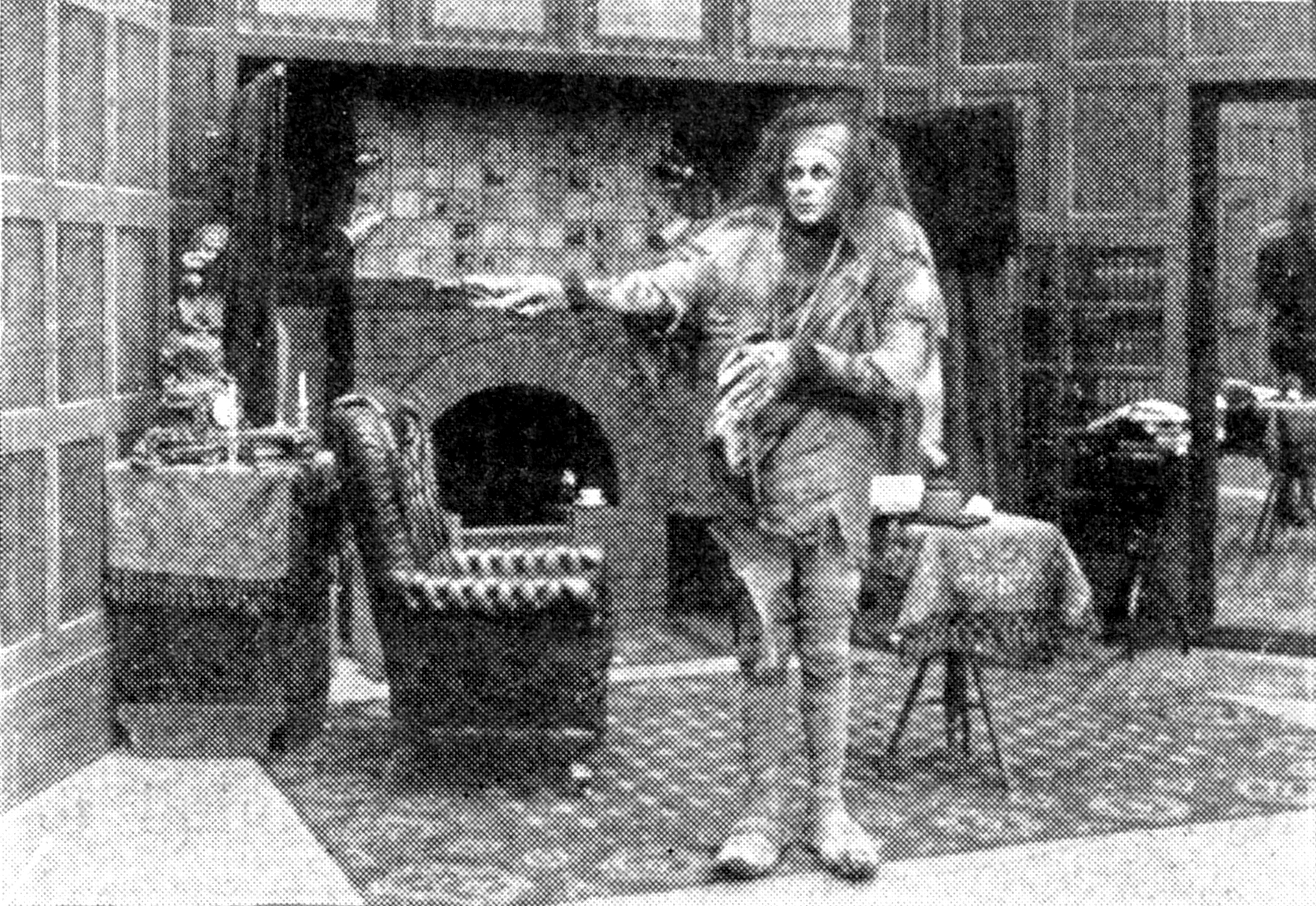
Frammento del film
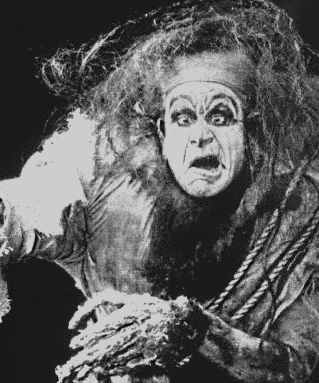
Charles Ogle interpreta la creatura